# Supachai Komsilp
Supachai Komsilp (thailändisch ศุภชัย คมศิลป์, * 18. Februar 1980 in Surat Thani), auch als Boy (thailändisch บอย) bekannt, ist ein ehemaliger thailändischer Fußballspieler und heutiger Trainer.

## Karriere

### Spieler

#### Verein
Supachai Komsilp erlernte das Fußballspielen in der Jugendmannschaft der Krung Thai Bank. Hier unterschrieb er auch 2003 seinen ersten Vertrag. 2006 wurde der Verein in Bangkok Glass umbenannt. 2010 gewann er mit dem Verein den Queen’s Cup und den Singapore Cup. Das Endspiel im Queen’s Cup gewann man mit 4:1 gegen Police United. Das Finale des Singapore Cup gegen die Tampines Rovers aus Malaysia gewann man mit 1:0. Die Saison 2013 nahm ihn der Ligakonkurrent Chiangrai United aus Chiangrai unter Vertrag. Für Chiangrai absolvierte er 24 Spiele in der ersten Liga, der Thai Premier League. 2014 kehrte er zu Bangkok Glass zurück. 2014 gewann er mit BG den thailändischen FA Cup. Das Finale gegen den Chonburi FC gewann man mit 1:0.
Nach 200 Spielen für Bangkok Glass beendete er im Dezember 2017 seine Karriere als Fußballspieler.

#### Nationalmannschaft
Supachai Komsilp spielte von 2011 bis 2013 zehnmal in der thailändischen Nationalmannschaft.

### Trainer
Nach seiner Karriere als Fußballspieler begann seine Karriere als Trainer bei seinem letzten Verein Bangkok Glass. Hier stand er von Januar 2018 bis Februar 2022 als Co-Trainer unter Vertrag. Am 22. Februar 2022 unterschrieb er einen Trainervertrag beim Zweitligisten Raj-Pracha FC. Hier stand er bis Ende Mai 2022 unter Vertrag. Anfang Juli 2022 unterschrieb er einen Vertrag als Co-Trainer beim Zweitligisten Chiangmai FC. Hier stand er 17-mal unter dem Cheftrainer Jun Fukuda an der Seitenlinie. Im November 2022 wechselte er zum Erstligisten BG Pathum United FC, wo er das Amt des Co-Trainers übernahm. Im März 2023 wurde er Interimstrainer bei BG. Das Amt des hatte er bis Anfang Mai 2023 inne. Am 8. Mai 2023 übergab er das Amt an Thongchai Sukkoki. Der Zweitligist Chanthaburi FC nahm ihn im Dezember 2023 als Cheftrainer unter Vertrag. Im Sommer 2024 wurde sein Vertrag um eine Spielzeit verlängert. Hier stand er jedoch nur bis Jahresende 2024 unter Vertrag. Im Januar 2025 wurde er vom Erstligsten BG Pahtum United FC als Co-Trainer unter Vertragenommen. Das Amt übte er bis Saisonende 2023/24 aus. Mitte Januar 2025 löste er bei BG Pathum United Surachai Jaturapattarapong als Interimstrainer ab. Nach sechs Spieltagen gab er das Amt an den neuen Trainer Anthony Hudson ab. Im April 2025 löste er Anthony Hudson ein weiteres Mal als Interimstrainer ab.

## Erfolge

### Spieler
Krung Thai Bank/Bangkok Glass
- Thai Super Cup: 2009
- Queen’s Cup: 2010
- Singapore Cup: 2010
- FA Cup (Thailand): 2014